# Falsifierbarhet
Falsifikation leder till denna artikel, som behandlar det vetenskapsteoretiska begreppet falsifierbarhet. För falska kopior, se förfalskning. 

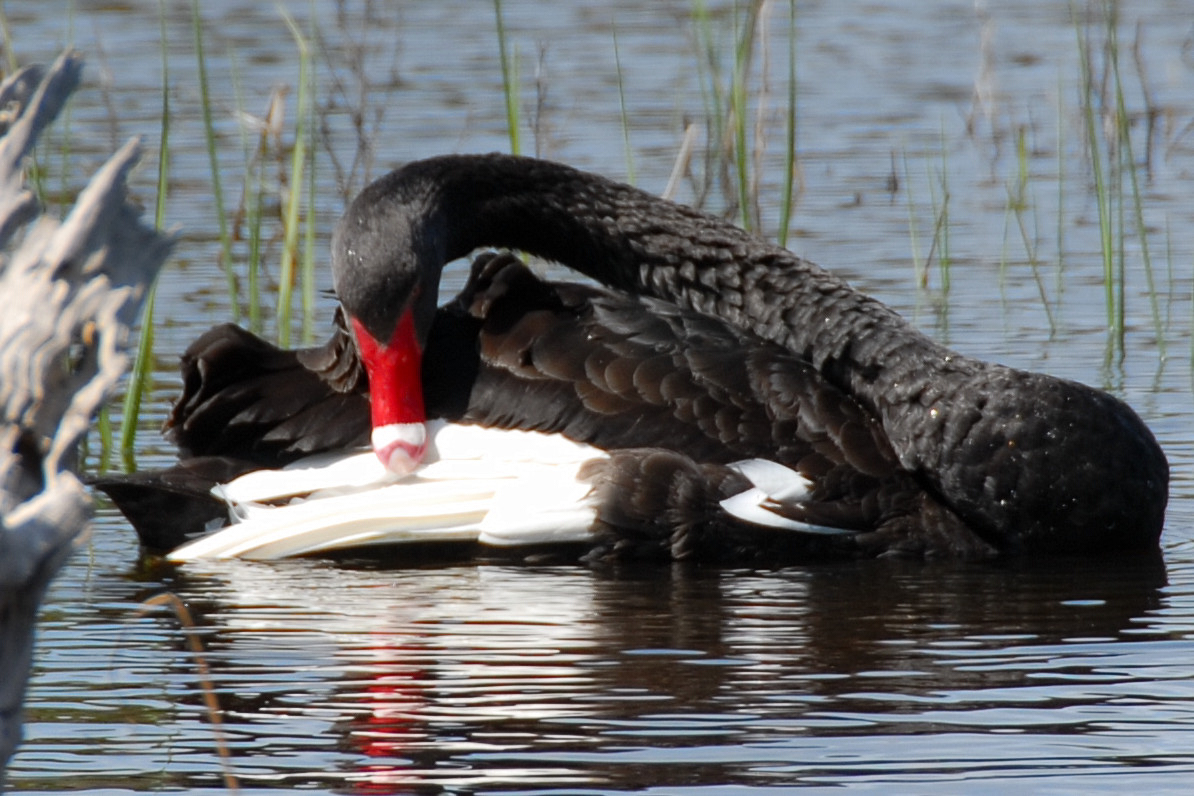
En man lever i hela sitt liv vid en sjö med bara svarta svanar. Han har empiriskt goda skäl att tro att det bara finns svarta svanar. Betyder det att han vet att det bara finns svarta svanar?

Falsifierbarhet är möjligheten att beskriva ett sammanhang där ett givet påstående kan visa sig falskt. Inom vetenskapsteori används falsifierbarhet som ett metodologiskt krav för att en teori ska anses vara vetenskaplig – det skall gå att prova teorin på ett sätt som gör att den går att avfärda. Som exempel skulle den speciella relativitetsteorin behöva modifieras eller helt överges om man hittade en kropp som färdades snabbare än ljuset, men däremot anses i allmänhet inte antaganden om Guds existens utanför rumtiden eller det som möjligen förorsakade naturlagarna och Big Bang vara frågor som vetenskapen ska handskas med, eftersom deras sanningshalt inte går att falsifiera.

## Beskrivning och exempel
Exempel på en icke-falsifierbar teori:
Alla människor avskyr att äta senap, eftersom det smakar alldeles för starkt. Den som påstår sig tycka om senap ljuger för att visa sig tuff inför omvärlden.
Oavsett om alla, ingen eller ett godtyckligt antal människor skulle påstå att de gillade senap skulle nämligen denna teori passa in.
Karl Popper ansåg att många teorier var så flexibla att de ej gick att motbevisa och menade istället att alla vetenskapliga teorier måste vara falsifierbara. Detta innebär att det måste finnas ett logiskt observationspåstående som är oförenligt med hypotesen. 
Ju mer generell en teori eller hypotes är, desto fler potentiella möjligheter finns det att falsifiera den. 
A: Mars rör sig i en ellips kring solen.
B: Alla planeter rör sig i en ellips kring solen.
Påstående B har högre status då den har större potential att falsifieras.
Ju fler fria parametrar det finns i en teori, desto svårare blir det att falsifiera den. Svårt var det till exempel i det ptolemaiska världssystemet, i vilket planeternas rörelse beskrevs med hjälp av epicykler som dimensionerades individuellt för varje planet (fria parametrar), så att de stämde väl överens med observationerna. 
Popper ansåg att en generaliserande utsaga bara är vetenskaplig ifall den (1) är falsifierbar och (2) har bekräftats av någon sorts observation. Ändå hävdade Popper att icke falsifierbara teorier trots allt har en funktion i vetenskapen genom att de stimulerar formulerandet av precisa, falsifierbara teorier..
En teori eller hypotes som är falsifierbar genom en praktisk undersökning kallas för testbar. (Poppers två nämnda kriterier för vetenskaplighet utgör i sig inte någon hypotes, utan är hans förslag till definition av begreppet ”vetenskaplighet”.)

## Falsifikation
Falsifikation (av latin falsus, falskt, facere, göra) innebär inom filosofi att visa att en utsaga är falsk, antingen för sig själv eller tillsammans med andra utsagor som antas vara sanna. Strikt uttryckt innebär detta en verifikation av negationen till utsagan.
De utsagor som man oftast intresserar sig för inom naturvetenskaperna är generaliseringar (hypoteser och prediktioner av teorier). Karl Poppers resonemang bygger på observationen att 
- det är mycket svårt att verifiera en generalisering (= att falsifiera förekomsten av undantag, avvikelser och alternativa hypoteser som är lika bra).
- det är betydligt lättare att falsifiera en generalisering (= att verifiera förekomsten av undantag, avvikelser och alternativa hypoteser som är lika bra).

Därför förordade han att forskare ska lägga mer tid på att försöka hitta fel i sina teorier, alltså att falsifiera dem, än på att bekräfta dem. Därmed skulle man också reducera problemet att alla människor har en tendens att omedvetet vara selektivt uppmärksamma på sådan information som bekräftar deras egna uppfattningar. Detta kallas konfirmeringsbias. Har man en negativ självbild, tenderar man att ta fasta på kritik och inte höra beröm. Även vetenskapliga forskare tenderar att vara selektivt uppmärksamma på forskningsresultat som stämmer med deras egen teori och ignorera sådant som strider mot den.
En falsifikator är en vetenskapsteoretisk term för det som vederlägger ett visst påstående. Observationssatsen "Denna svan är svart" är därmed en falsifikator för påståendet "alla svanar är vita".